# 야하바정
야하바정(일본어: 矢巾町)은 일본 이와테현 거의 중심부에 있는 시와군의 정이다.
누사카케의 폭포·난쇼산·야하바 온천·도쿠탄성터 등 정내에 명소 고적이 많지만, 모리오카시와 인접하는 베드타운으로 최근 인구가 증가해 모리오카시 교외 상업 집적지의 연장 지역이며 도시화가 진행되었다. 2005년 국세조사 때 이전 조사와 비교해 인구 증가율이 이와테현 내에서 1위(7.2%)를 차지한 것이 그것을 여실히 나타내고 있다.

## 역사
- 1889년 4월 1일 - 정촌제 시행으로 게무야마촌, 도쿠다촌, 후도촌이 성립하였다.
- 1955년 3월 1일 - 게무야마촌, 도쿠다촌, 후도촌이 합병해 시와군 야하바촌이 되었다.
- 1966년 5월 1일 - 야하바촌이 정으로 승격해 시와군 야하바정이 되었다.

## 인구
| 연도 | 인구   | ±%     |
| ---- | ------ | ------ |
| 1920 | 9,662  | —      |
| 1930 | 10,759 | +11.4% |
| 1940 | 11,615 | +8.0%  |
| 1950 | 13,832 | +19.1% |
| 1960 | 13,923 | +0.7%  |
| 1970 | 13,526 | −2.9%  |
| 1980 | 17,465 | +29.1% |
| 1990 | 19,920 | +14.1% |
| 2000 | 25,268 | +26.8% |
| 2010 | 27,262 | +7.9%  |

## 교통

### 철도
- 동일본 여객철도 도호쿠 본선

### 도로
- 도호쿠 자동차도
- 국도 4호선